# Juntas de Infanzones de Obanos

En el escudo de Obanos se recogen las imágenes del sello de las Juntas de Infanzones y su lema.

Las Juntas de los Infanzones de Obanos fueron asambleas de los Infanzones de la Alta Navarra que actuaron fundamentalmente en los siglos XIII y XIV defensoras de los usos y costumbres, que reivindicaron el derecho y la justicia contrarrestando el poder de los monarcas del Reino de Navarra y de la alta nobleza (ricoshombres, el obispo y la burguesía). Estuvo formada por el conjunto social de los hidalgos, caballeros, clérigos y labradores.
Aunque se reúnen también en Miluce y en Arteaga, toman el nombre de la villa de Obanos, un lugar geográficamente céntrico, y el lugar más frecuente de reunión. Por ello es por lo que se conoce con este nombre. Los Infanzones de Navarra que tomaban parte en realidad eran procedentes de la mayor parte de las comarcas de Navarra.
A diferencia de Castilla y Aragón, donde «las juntas eran parte integrante de la administración y los sobrejunteros del reinado de Jaime I», en Navarra surgieron antes que en Castilla y por causas distintas, a finales del siglo XIII y con mayor carácter político por lo que duraron menos.
Era una institución independiente y fuera del estamento oficial, cuyos cargos se elegían democráticamente y eran nombrados independientemente de la jurisdicción del Rey, al que presentaban sus exigencias. Fueron agrupaciones estamentales que juzgaban con emisión de sentencias y ejecución de las mismas. El descontento social existente frente al poder ejecutivo indujo a la formación de una corporación para defender sus intereses "de los atropellos de la elite nobiliaria de los ricos-hombres y de los malhechores en general".
El lema de los Infanzones era "Pro liberate patria, gens libera state" que se ha traducido por dos posibilidades con sus variantes:
- "En nombre de la patria, sed libres". En esta versión se olvida que en la Baja Edad Media, con el feudalismo, no todos los habitantes eran libres.
- "Estad preparados, gente libre, a favor de la libertad de la patria". En este caso se tiene en cuenta que en latín el verbo ser, sum es diferente al estar, sto con el significado de estar alerta, de pie, movilizado o firme...

La defensa de las libertades y derechos de los pueblos que representaban llevó a que fueran hostigados, perseguidos, y en algunos casos ajusticiados. Por ello hubo épocas en que tuvieron que actuar en la clandestinidad luchando contra los abusos del poder real y con el compromiso de guardar el reino de Navarra para quienes respetaran el derecho.
En el siglo XV la institución estaba controlada por los estamentos oficiales y se dedicaban únicamente a la persecución de malhechores en las fronteras con Castilla y Aragón. Se suprimieron en 1510 por su escasa utilidad, dos años antes de la conquista realizada por Castilla a Navarra.

## Grupos Sociales en Navarra: Infanzones
Durante la Baja Edad Media nos encontramos los siguientes clases sociales en una estructura feudal, conformando una pirámide que se describe desde su base:
- Los que no tienen ninguna representación en las Cortes de Navarra:
  - En la clase más inferior se encuentran los grupos marginales, judíos, moros... que incluso cada grupo tenía una fiscalidad diferenciada.
  - En un escalón superior estaban los campesinos collazos, atados a la tierra en un régimen de servidumbre.
  - Por encima, los campesinos pecheros. Tienen que pagar impuestos y dan otros servicios a sus señores.
- Los tres estamentos que tienen representación en las Cortes:
  - Habitantes de las "buenas villas", con algunos privilegios. Paulatinamente se van incorporando a las mismas las distintas villas o también algunos valles con un estatus similar. Sus habitantes podían ser "francos" o "hidalgos". Formaban el "Estamento de las Universidades" en las Cortes.
  - La Iglesia, fundamentalmente el Obispo, que tendría gran poder y con duros conflictos con los reyes. Formaban el "Estamento eclesiástico" en las Cortes. Como clase social se encontraba por encima de la nobleza de segundo rango.
  - Nobleza, que correspondía al "Estamento Militar" de las Cortes:
    - Caballeros e Infanzones que suponían la nobleza de segundo rango. Mantienen soldados y a cambio puede cobrar rentas, con privilegios en la justicia ya que solo pueden ser juzgados en tribunales especiales, se benefician de exenciones a la hora de pagar rentas y tributos y con derechos en las tierras comunales. De ellos, los infanzones están por debajo de los hidalgos y en muchas ocasiones eran campesinos libres. En la pirámide se encontraban por debajo de la Iglesia.
    - Los "ricos hombres" que eran los grandes nobles laicos, que dan consejo al rey, que formaban parte del gobierno y de la justicia y que eran la punta de la pirámide.

- El Rey se encontraba en la cúspide de la pirámide.

Sin embargo existían diferencias en las distintas ciudades siendo en Tudela donde el estatuto de infanzonía era colectivo, en Estella se equiparaba socialmente al de los burgueses y en otras el predominio era de los francos.

## Funcionamiento de la Junta
Cada comarca estaba representada por un sobre-juntero que era elegido por los junteros. Los junteros se comprometían bajo juramento a mantener los acuerdos de los sobre-junteros en los lugares donde la liga estaba implantada. Al frente de la asamblea había un responsable máximo denominado cabdiello o buruzagi que además era quien ejercía la potestad del cumplimiento de las penas. Los castigos por quebrantamiento del juramento también estaban regulados por penas que dictaba y ejecutaba la misma Junta.
Las sesiones se celebraron en distintos sitios, con constancia de ellos en Miluce, Arteaga, Echauri, Los Arcos y sobre todo en Obanos a la que dio nombre. Las reuniones se celebraban "allí donde lo necesitaban para sostener su derecho".
El juramento era corporativo y mutuo. Se reconocía la existencia de una autoridad superior que se evitaba el denominarla como rey, expresándola como "Señoría" o "la fe de la Señoría". De esta forma se reservaban el reconocimiento formal de la Corona, a la que podían aprobar o negar el título.

## El sello de los Infanzones
El sello es un círculo imperfecto de 70 cm de diámetro.
En el anverso figura un libro abierto con una cruz doble y doce manos derechas en actitud de jurar. Alrededor tiene la inscripción: Sigillum Universitatis juratorum Navarre (Sello de la Corporación de los Jurados de Navarra)
En el reverso hay un caballero armado que cabalga hacia la derecha. A su alrededor está inscrito el lema: Pro libertate patria gens libera state ("De pie la gente libre a favor de la libertad de la patria").
En la actualidad quedan cinco de estos sellos que pertenecen a la época entre 1283 y 1328, en la de mayor actividad política.

## Evolución histórica

### Sancho VII
La primera constancia de estas juntas fue con Sancho VII de Navarra (1194-1234). Este dato se conoce «gracias a una información bajo forma de encuesta, practicada en 1281, se puede conocer el origen, desarrollo y funcionamiento de esta institución.» La causa debió radicar en la necesidad de infanzones, labradores y clérigos de defenderse de los atropellos de un ricohombre, Íñigo Martínez de Subiza. El rey debió aceptar esta hermandad A pesar de su desconfianza inicial, las toleró como un vehículo de contrapeso frente a sus rivales de la alta nobleza, es decir los ricoshombres, el obispo y la creciente burguesía. También existían razones prácticas de efectividad policial dado que también actuaban contra los malhechores en general.

### Teobaldo I
Tras la muerte de Sancho VII en 1234 fue alzado como rey, tras jurar los fueros Teobaldo I (1234-1253), el cuarto conde de Champaña y sobrino de Sancho VII. Ya en 1235, el Papa Gregorio IX autorizó al rey para disolver las Juntas de Infanzones y se ordenó al abad de Iranzu y a los priores de Roncesvalles y Tudela acabar con ellas. Al año siguiente y antes de que llegara el rey a Navarra se produjo una rebelión en Tudela. En este movimiento se encontraban las Buenas villas e Infanzones. El senescal logró una tregua entre el 28 de octubre de 1235 y el 2 de febrero de 1236, con una comisión arbitral. Al llegar el rey en septiembre de 1236 replanteó la situación y para noviembre de 1237 hizo aceptar a Tudela un nuevo arbitraje. En junio la comisión real ordenaron que se desdicieran del juramento, que al no acudir para realizarla fueron excomulgados. Esta fue apelada al Papa logrando que no sentenciara la disolución de la Junta aunque con un apoyo claro por la monarquía, y mientras tanto el rey trató de sobornar con ofrecimiento de 1000 sueldos a los sobre-junteros para que no convocaran la Junta de Infanzones.
El 5 de noviembre de 1237 se acordó entre el rey y los hijosdalgo el sistema de probar la Infanzonía. En 1237 del reinado también se escrituró el Fuero Antiguo, que es el primero que ha llegado escrito hasta nuestros días. Redactado por un grupo de infanzones, en el mismo se restringe el poder del rey con una enunciación sistemática de los derechos públicos y privados que habían sido ejercidos por los navarros.

### Teobaldo II
Teobaldo II (1253-1274), hijo del anterior fue elegido por un Consejo de ricos-hombres navarros. Inicialmente bajo regencia de su madre por minoría de edad. Se le exigió el juramento a los fueros. La residencia en Navarra fue esporádica, en cinco ocasiones, gobernando a través de senescales e intentando doblegar a las Cortes a su control, aunque sin conseguirlo. Esto hizo que las Juntas de Infanzones se unieran a los ricos-hombres  y a las buenas villas para defender el respeto a las leyes y limitar el poder autoritario del rey. A partir de entonces las Juntas de Infanzones, guardianes del derecho fueron duramente combatidas por el monarca.
Con ayuda de su suegro Luis IX de Francia logró una bula papal que le autorizó a deshacerse del juramento prestado a los fueros, realizando un poder autoritario. Realizó la táctica de dividir para vencer otorgando honores a la nobleza (familiares suyos y foráneos al reino) con exclusión de los infanzones y caballeros y atendió algunas de las reclamaciones de las buenas villas y provocando juicios contra ellas en otros casos. Mediante la bula pasó a exigir juramentos individuales de fidelidad. La Junta siguió funcionando en la clandestinidad y el nombramiento de los sobre-junteros se realizaban sin consentimiento del rey. EL apoyo del papa siguió y Urbano IV el 31 de enero de 1264 ordenó al arzobispo de Burdeos que dictara la disolución de las Juntas y ligas hechas en Navarra.

### Enrique I
Enrique I (1270-1274) sucedió a su hermano Teobaldo II, que mantuvo un gobierno similar, sin respetar derechos, usos y costumbres de los administrados, en contraposición a la acción de las Juntas. Falleció a los 25 años de edad dejando a una hija de dos años, Juana que fue llevada a París por su madre Blanca de Artois y allí en mayo de 1275 la casaron con le primogénito del rey de Francia, Felipe, de cuatro años de edad.

### Juana I

#### Guerra de la Navarrería
Dada la mala relación de los estamentos navarros con los reyes precedentes, en la reunión de las Cortes en Olite del 27 de agosto de 1274, ofrecieron la Corona de Navarra a Jaime I de Aragón y dieron el cargo de gobernador a Pedro Sánchez de Monteagudo, señor de Cascante. Dado que Jaime I renunció, y ante las pretensiones de la dinastía de Castilla de hacerse con el reino, se inició la división. El otro pretendiente a ser gobernador, García Almorabid, señor de la Cuenca y de las Montañas, encabezaba al grupo formado por el obispo, los canónigos y la Navarrería. Estos se posicionaron en favor de Alfonso X de Castilla el cual, aprovechando el impasse, envió tropas para ocupar la villa de Mendavia al tiempo que sitió Viana.
La viuda regente Blanca de Artois se presentó en Pamplona y nombró gobernador al que era senescal de Francia Eustache Beaumarchais. Sánchez de Monteagudo presentó su dimisión en las Cortes reunidas en Olite.
Beaumarchais llegó a Navarra, produciéndose un levantamiento contra él del que no hay muchos datos. Relevó a los comandantes de los castillos e hizo jurar a las comarcas ofreciéndoles ayuda con el fin de forzar a los infanzones a disolver la Junta. Almorabid y los nobles que le acompañaban también juraron fidelidad a la reina Juana I (1274-1305). El 2 de abril de 1276 se firmó un acuerdo entre Beuamarchais con ricoshombres y con caballeros, infanzones y concejo de las buenas villas. El texto de este acuerdo no consta pero debió de ser un pacto de no-agresión mutua.
Sin embargo, no controlaba la Navarrería. El obispo y el clero se apoyaron en sus habitantes, con fortificación del barrio para negociar, impidiendo que los vecinos se deshicieran de los artefactos bélicos como solicitaba Beaumarchais y por el anterior gobernador Pedro Sánchez de Monteagudo. Posteriormente el obispo excomulgó a los habitantes de San Cernin y de San Nicolás por posicionarse a favor de la dinastía francesa. Cuando el gobernador se dirigió a la Navarrería a pedir la aceptación a la reina, fue rechazado y se instaló en el Burgo de San Cernin. Enfrente estaba Almorabid y los infanzones y adheridos al concejo vecinal de la Navarrería.
Desde mayo de 1276 se iniciaron los hostigamientos mutuos entre la Navarrería, la Población de San Nicolás y el Burgo de San Cernin. Sánchez de Monteagudo, inicialmente, apoyó a los de la Navarrería pero, posteriormente, intentó pasarse al bando del gobernador, siendo entonces asesinado, al parecer, por orden de Almorabid. El rey francés Felipe III envió un importante ejército, entrando el grueso de las tropas por Burlada el 6 de septiembre. Las fuerzas castellanas que acudían en apoyo a los de Navarrería se quedaron a 15 kilómetros de la ciudad, en la sierra de Erreniega. García Almorabid, Ibáñez de Baztán y otros nobles, al tener noticia de la llegada del ejército francés, abandonaron la ciudad por la noche. Entraron las tropas produciendo una masacre y destrucción total. De los barrios de la Navarrería, San Miguel y la Judería, solo la catedral quedó en pie. Los apresados algunos fueron ahorcados o empalados y otros fueron llevados al castillo de Tiebas. La Navarrería quedó despoblada durante 48 años y la catedral cerrada durante 30.
Tras someter la capital, la resistencia fue desapareciendo, haciendo jurar fidelidad a Juana como reina de Navarra a todos los dueños de castillos, casa-torres... y a las ligas se les exigió abjurar con el siguiente texto:

deshacer la jura que hizo con la partida de caballería y con las buenas villas el rey lo mandare, y que en adelante no hará ninguna jura sin licencia del rey o su gobernador

#### Encuesta de 1281
A pesar de la opresión real sobre los navarros, las Juntas de Obanos y de Buenas villas resurgen el 26 de diciembre de 1280 y el nuevo gobernador Guerín de Amplepuis trata de romperlas con apertura de expediente para proceder a su ilegalización y castigo.
La denominada Encuesta de 1281 fue realizada para demostrar la ilegalidad de la Junta. En ella están las declaraciones de 104 testigos, muchos de ellos junteros, que reflejan la historia de la Junta hasta entonces. En ella se evidencia la oposición de los infanzones a los gobernadores y funcionarios franceses. En ese momento la Junta estaba dividida en cinco comarcas: Arteaga (valles de Erro, Uraúl y Salazar), Miluce (cuenca de Pamplona), Irache (merindad de Estella), la Ribera (zona de Tudela, ribera del Arga, Cidacos y Aragón y Obanos (Valdizarbe, Valdorba y Aibar).
Aunque se han perdido muchos testimonios consta que 16 declarantes eran caballeros, 15 clérigos, siete labradores y tres burgueses. De 62 no consta la clase social aunque tres eran alcaldes. En la encuesta se describe que "las Juntas nacieron en el reinado de Sancho el Fuerte para defenderse infanzones, labradores y eclesiásticos de los atropellos del Rico-hombre Iñigo Martínez de Subiza" y que el rey las autorizó. Desde el comienzo formaban parte ricoshombres y caballeros. Al hacer justicia contra los malhechores "eran los hombres pobres defendidos, y el reino defendido y la tierra estaba en paz." Los testigos fueron más parcos de la época del reinado de Teobaldo II y Enrique I porque "habían participado activamente en la Junta, y temían las represalias del rey Felipe, que era manifiestamente hostil hacia estos grupos." El sacristán de Tudela revela que uno de sus fines era defender los derechos de la sociedad frente al rey y sus oficiales: "porque el rey ni más en su lugar, no hiciesen mal a los infanzones en su infanzonía."

#### Continuidad a pesar de la represión
En 1289 se incrementó la represión, obligando a 21 caballeros a abandonar la Junta. Los Infanzones y Buenas villas formaron una sola Hermandad en respuesta. Al inicio de 1290 se produjeron nuevas redadas.
El 9 de abril de 1290 Sancho IV de Castilla aprobó un Convenio con los procuradores del rey de Francia y de Navarra asumiendo la lucha contra los malhechores, en el que se propiciaba la persecución de las Juntas de infanzones.
A pesar de la persecución el mariscal de Francia y gobernador de Navarra hizo un requerimiento para que la moneda francesa, torneses negros, tuvieran el mismo valor que los sanchetes y que ambas corran durante dos años, "con aprobación de la Junta de los Infanzones de Obanos". Dos años después el 13 de octubre de 1293 se volvió a firmar un documento similar para otros cuatro años que lo aceptaron los navarros "por sola gracia, e non por deber ninguno".
La unidad ente los Infanzones y Buenas villas se restableció en 1297 en sesión celebrada en Obanos en octubre. En el mismo guardan la fidelidad de la "Señoría Mayor de Navarra en todo y por todo" evitando dar el título de reina. Siguieron siendo activas como lo demuestra su presencia en una sesión de las Cortes el 31 de agosto de 1299.

### Luis Hutín
Para que Luis I (1305-1316) fuera rey, se reunieron en mayo de 1305 pidiendo al rey que viniera a jurar los fueros para tomar posesión del reino y residir en él, aduciendo los daños sufridos por los habitantes desde 1274. En el mes de abril de 1306 se comprometieron a guardar los derechos del reino y de su señor natural Luis Hutín pero condicionándolo a su presencia en el reino:

Especialmente para requerir al príncipe heredero a que venga personalmente a Navarra en le plazo que han prometido los nobles, el conde de Bolonia, el prior de San Gil y sus compañeros, enviados con poderes especiales de don Luis Hutín, plazo que expira en la próxima fiesta de Resurrección. Si para entonces no cumple la promesa, no obedecerán a ningún gobernador ni lugarteniente ni oficial suyo.

Esta demanda fue renovada en octubre del mismo año. El requerimiento fue llevado a las Cortes reunidas el 28 de abril de 1307 y de nuevo en las Cortes de septiembre.
Ante la unanimidad institucional de las Cortes, caballeros, infanzones y villas, con el peligro de que se convirtiera en una rebelión del reino, Luis Hutín se presentó en el reino en octubre. Se coronó el 13 de octubre de 1307. Se produjo una intensa represión, mientras se sucedieron nombramientos y el rey juraba los fueros y privilegios de las distintas villas y ciudades. Tras ello se marchó de Navarra para no volver. Se llevó a varios significativos presos, como Fortunio Almoravit y otros, que encerró en cárceles de Toulouse, de los que no se supo más. Numerosos miembros de las Juntas, entre los que abundaban los clérigos, fueron fuertemente multados, y disolvió la Orden de los Templarios en Navarra.
En 1313 la Junta fue condenada a pagar 5.000 libras, sus miembros fueron perseguidos y algunos ejecutados. En 1314 constan los 188 sancionados de Baztán, los 103 de Lumbier, los 70 de Pamplona y los 53 de Tafalla destacando entre otros. La cifra y origen de ejecutados se desconoce. El dos de mayo de 1314 se perdonó a los Infantes de Obanos, excepto a veinte, con la condición de pagar 5.000 libras de sanchetes o torneses chicos.

### Felipe II
El 9 de enero de 1317 fue coronado Felipe II (1316-1322). El 24 de octubre de 1317 el gobernador comunicó que el monarca no podía acudir a Navarra a jurar sus fueros y ordenó que se reunieran los prelados, caballeros, infanzones y hombres de las Buenas villas "para designar las personas que han de ira a Francia a prestarle juramento de fidelidad y recibir el suyo, y que mantendrá los fueros, usos y costumbres". Hasta el 30 de septiembre de 1319 no fueron los delegados a París. Se desconoce la fórmula que utilizó.

### Carlos I
Carlos I (1323-1328) que no juró los fueros por lo que se sostiene que "en consecuencia, su gobierno careció de legitimidad legal y tuvo que apoyarse en el control militar del reino... a la larga favoreció el alzamiento del reino contra le dominio francés al morir el rey". gobernó mediante gobernadores. Con él se inició la reconstrucción de la Navarrería.
A la muerte de Carlos el Calvo, los ricoshombres, caballeros, infanzones, hombres buenos se reunieron en Puente la Reina el 13 de marzo de 1328 acordando una Carta de Unión y Amistad par la defensa de sus derechos y guardar el reino para quien debiera reinar. Las Cortes reunidas el 1 de mayo en Pamplona declarando por unanimidad la pertenencia de la Corona a Juana, hija de Luis Hutín y esposa de Felipe de Évreux.

### Felipe III y Juana II
El 20 de julio de 1328 el conde de Evreux comunicó el nombramiento de sus embajadores y los envió. Uno de ellos Enrique de Sully siguió los movimientos de las ligas. Estas le expusieron el conjunto de obligaciones a cumplir por el reino con el rey y el rey con el reino. Rebajando el autoritarismo y respetando el derecho navarro Felipe III y Juana II juraron y fueron coronados en la catedral de Pamplona el 5 de marzo de 1329, para tres meses después tornar a Francia. Gobernaron el reino mediante lugartenientes franceses. A cambio de aceptar los fueros de navarra exigieron la desaparición de las Juntas.
Los poderes de Enrique de Sully fueron absolutos y gobernó cual monarca.
En 1330 una comisión de los diferentes estamentos recopiló textos normativos que junto al Fuero Antiguo sirvieron para realizar el Amejoramiento de Felipe III. El rey admitió la destitución de varios funcionarios corruptos. El funcionamiento de las Juntas decayó en su capacidad política.
Únicamente volvió Felipe III a Navarra para participar en la organización de la Cruzada de Algeciras junto a Alfonso XI de Castilla en cuya campaña murió.

### Carlos II
Cuando Carlos II (1332-1387) presionó con nuevas opresiones a los labradores resucitó el movimiento en 1351. La represión fue drástica ahorcando a ocho capitanes (cuatro en Miluce y cuatro en Pamplona) y ejecutó a los soz-merinos de la cuenca de Araquil.

### Etapa final
En el siglo XV la institución estaba controlada por los estamentos oficiales, promovidas y organizadas por el poder público y las dirigían alcaldes del rey. Su labor se enfocó a la persecución de malhechores e las fronteras con Castilla y Aragón.
Finalmente fueron suprimidas en 1510 por falta de actividad.